# Gyrinophilus subterraneus
Gyrinophilus subterraneus är en groddjursart som beskrevs av Besharse och John R. Holsinger 1977. Gyrinophilus subterraneus ingår i släktet Gyrinophilus och familjen lunglösa salamandrar. IUCN kategoriserar arten globalt som starkt hotad. Inga underarter finns listade i Catalogue of Life.